# 시장로 (영천시)
시장로(Sijang-ro)는 대한민국의 경상북도 영천시 금노동에서 시작하여, 완산동을 거쳐 연결하는 도로이다.

## 노선 경로
- 거리 명칭 미상 - 강변로, 답안5길
- 완산오거리 - 천문로, 역전로, 강남길
- 삼거리 명칭 미상 - 완산로